# Tha Capital
Tha Capital es un artista de rap. Creció en Mobile, Alabama (Estados Unidos), y ahora reside en Chickasaw, Alabama.

## Álbumes
- Tha Propaganda — lanzado el 14 de abril de 2003
- 7605 — lanzado 6 de julio de 2005
- My Primetime — para el 17 de junio de 2006